# Kallukere, Arsikere
Kallukere là một làng thuộc tehsil Arsikere, huyện Hassan, bang Karnataka, Ấn Độ.